# Life Won't Wait
Life Won't Wait je čtvrté studiové album americké punkové kapely Rancid. Bylo vydáno v červnu 1998 vydavatelstvím Epitaph.

## Seznam skladeb
Všechny skladby byly napsány Timem Armstrongem,, není-li uvedeno jinak.
1. Intro – 0:48
2. Bloodclot (Armstrong, Frederiksen) – 2:45
3. Hoover Street – 4:10
4. Black Lung – 1:53
5. Life Won’t Wait (Armstrong, Frederiksen, Vic Ruggiero, Buju Banton) – 3:48
6. New Dress (Armstrong, Frederiksen) – 2:51
7. Warsaw – 1:31
8. Hooligans (Armstrong, Frederiksen) – 2:33
9. Crane Fist (Armstrong, Frederiksen) – 3:48
10. Leicester Square (Armstrong, Frederiksen) – 2:35
11. Backslide – 2:54
12. Who Would've Thought – 2:57
13. Cash, Culture and Violence – 3:10
14. Cocktails – 3:21
15. The Wolf – 2:39
16. 1998 (Armstrong, Howie Pyro) – 2:46
17. Lady Liberty (Armstrong, Frederiksen) – 2:20
18. Wrongful Suspicion (Armstrong, Ruggiero) – 3:32
19. Turntable – 2:17
20. Something in the World Today (Armstrong, Frederiksen) – 2:34
21. Corazon de Oro – 3:59
22. Coppers (Armstrong, Frederiksen, Dr. Israel) – 5:02